# Aladdin és a Skodalámpa
Az Aladdin és a Skodalámpa magyar, humoros és parodisztikus jellegű zenekar volt. Eleinte csak humoristák alkották: Boncz Géza, Lehr Ferenc, Nádas György, Maksa Zoltán, Orbán Béla, Bari Lajos, Wéber Tamás és Orbán Sándor. Később azonban "komoly", nem humoros jellegű zenekarokból is kerültek ide tagok. A név szójáték az "Aladdin és a csodalámpa" nevével. 

## Története
1991-ben alakultak meg. Boncz és Lehr 1983-ban Fogarassy Jánossal együtt megalapították az "Atléta Trió" nevű együttest, ők onnan jöttek át ide. Král Gábor is a banda része volt, ő felelt a szövegekért. Megalakulásuk után egy évvel elkészítették első és egyetlen lemezüket, amely az együttes nevét viseli. Maksa Zoltán, Orbán Sándor és Wéber Tamás a lemezfelvételre már el is hagyta az együttest. Helyükre a Beatrice-ből Lugossy László, Pálmai Zoltán, majd a Step és az Oké zenekarokból átigazolt Popper Péter került a csapatba. Boncz Géza halála után még egyszer összeálltak, ekkor már Popper Péter is elhagyta a bandát, helyére a prognózisos Jankai Béla került. 2007-ben az Irigy Hónaljmirigy társaságában ünnepelték 15 éves évfordulójukat. 2016. április 1-jén az Aladdin és a Skodalámpa tartott egy utolsó koncertet a Backstagepubban, Lehr Ferenc emlékére (ő abban az évben hunyt el). Ezután végleg feloszlottak.

## Tagok
Az Aladdin és a Skodalámpa utolsó felállása ez volt:
- Boncz Géza
- Nádas György
- Orbán Béla
- Bari Lajos
- Lugossy László
- Pálmai Zoltán
- Jankai Béla.

## Diszkográfia
- Aladdin és a Skodalámpa (kazetta, 1992)[3]